# Mistrzostwa Europy w baseballu
Mistrzostwa Europy w baseballu – międzynarodowy turniej baseballowy, organizowany przez Confederadion of European Baseball od 1954 roku.
Pierwsze mecze o mistrzostwo Europy w baseballu miały miejsce w 1954 (czyli rok po założeniu europejskiej federacji). Rozegrano wówczas cztery spotkania w belgijskiej Antwerpii; w turnieju zwyciężyli reprezentanci Włoch.
Najwięcej mistrzowskich tytułów zdobyła drużyna holenderska. Polacy do tej pory nie wystąpili na mistrzostwach.

## Medaliści i 4. zespół turnieju
| Rok         | Miejsce finałów | Mistrz    | Wicemistrz      | 3. miejsce | 4. miejsce | Liczba drużyn |
| ----------- | --------------- | --------- | --------------- | ---------- | ---------- | ------------- |
| 1954 wyniki | Belgia          | Włochy    | Hiszpania       | Belgia     | RFN        | 4             |
| 1955 wyniki | Hiszpania       | Hiszpania | Belgia          | RFN        | Włochy     | 5             |
| 1956 wyniki | Włochy          | Holandia  | Belgia          | Włochy     | Hiszpania  | 5             |
| 1957 wyniki | RFN             | Holandia  | RFN             | Włochy     | Hiszpania  | 5             |
| 1958 wyniki | Holandia        | Holandia  | Włochy          | RFN        | Belgia     | 6             |
| 1960 wyniki | Hiszpania       | Holandia  | Włochy          | Hiszpania  | RFN        | 4             |
| 1962 wyniki | Holandia        | Holandia  | Włochy          | Hiszpania  | Belgia     | 7             |
| 1964 wyniki | Włochy          | Holandia  | Włochy          | Hiszpania  | Szwecja    | 5             |
| 1965 wyniki | Hiszpania       | Holandia  | Włochy          | RFN        | Hiszpania  | 5             |
| 1967 wyniki | Belgia          | Belgia    | Wielka Brytania | RFN        | Hiszpania  | 5             |
| 1969 wyniki | RFN             | Holandia  | Włochy          | Hiszpania  | RFN        | 7             |
| 1971 wyniki | Włochy          | Holandia  | Włochy          | RFN        | Belgia     | 9             |
| 1973 wyniki | Holandia        | Holandia  | Włochy          | Hiszpania  | Belgia     | 6             |
| 1975 wyniki | Hiszpania       | Włochy    | Holandia        | RFN        | Hiszpania  | 6             |
| 1977 wyniki | Holandia        | Włochy    | Holandia        | Belgia     | Szwecja    | 5             |
| 1979 wyniki | Włochy          | Włochy    | Holandia        | Belgia     | Szwecja    | 4             |
| 1981 wyniki | Holandia        | Holandia  | Włochy          | Szwecja    | Belgia     | 4             |
| 1983 wyniki | Włochy          | Włochy    | Holandia        | Belgia     | Hiszpania  | 6             |
| 1985 wyniki | Holandia        | Holandia  | Włochy          | Belgia     | Szwecja    | 6             |
| 1987 wyniki | Hiszpania       | Holandia  | Włochy          | Hiszpania  | Belgia     | 7             |
| 1989 wyniki | Francja         | Włochy    | Holandia        | Hiszpania  | Szwecja    | 8             |
| 1991 wyniki | Włochy          | Włochy    | Holandia        | Hiszpania  | Francja    | 8             |
| 1993 wyniki | Szwecja         | Holandia  | Włochy          | Szwecja    | Francja    | 8             |
| 1995 wyniki | Holandia        | Holandia  | Włochy          | Belgia     | Hiszpania  | 10            |
| 1997 wyniki | Francja         | Włochy    | Holandia        | Hiszpania  | Rosja      | 12            |
| 1999 wyniki | Włochy          | Holandia  | Włochy          | Francja    | Rosja      | 12            |
| 2001 wyniki | Niemcy          | Holandia  | Rosja           | Włochy     | Francja    | 12            |
| 2003 wyniki | Holandia        | Holandia  | Grecja          | Hiszpania  | Szwecja    | 12            |
| 2005 wyniki | Czechy          | Holandia  | Włochy          | Hiszpania  | Niemcy     | 12            |
| 2007 wyniki | Hiszpania       | Holandia  | Wielka Brytania | Hiszpania  | Niemcy     | 12            |
| 2010 wyniki | Niemcy          | Włochy    | Holandia        | Niemcy     | Grecja     | 12            |
| 2012 wyniki | Holandia        | Włochy    | Holandia        | Hiszpania  | Niemcy     | 12            |
| 2014 wyniki | / Czechy Niemcy | Holandia  | Włochy          | Hiszpania  | Czechy     | 12            |
| 2016 wyniki | Holandia        | Holandia  | Hiszpania       | Włochy     | Niemcy     | 12            |
| 2018 wyniki | Niemcy          |           |                 |            |            |               |

## Klasyfikacja medalowa
| Miejsce | Zespół          | Złoto | Srebro | Brąz | Suma |
| ------- | --------------- | ----- | ------ | ---- | ---- |
| 1       | Holandia        | 22    | 9      | 0    | 31   |
| 2       | Włochy          | 10    | 16     | 4    | 30   |
| 3       | Hiszpania       | 1     | 2      | 14   | 17   |
| 4       | Belgia          | 1     | 2      | 6    | 9    |
| 5       | Wielka Brytania | 0     | 2      | 0    | 2    |
| 6       | Niemcy          | 0     | 1      | 7    | 8    |
| 7       | Grecja          | 0     | 1      | 0    | 1    |
| 7       | Rosja           | 0     | 1      | 0    | 1    |
| 9       | Szwecja         | 0     | 0      | 2    | 2    |
| 10      | Francja         | 0     | 0      | 1    | 1    |